# La Quête (奥雷尔桑歌曲)
〈La Quête〉（法語發音：[la kɛt]）是法国创作型嘻哈歌手奥雷尔桑的一首歌曲，收录于他的第4张录音室专辑《Civilisation》中。2022年3月，歌曲作为专辑的第3支单曲发行。歌曲的歌词讲述了主角从孩童成长为成人的故事。

## 创作
奥雷尔桑表示，歌曲启发自雷诺·塞尚的作品和MC Solaar的歌曲。

## 乐评
《Elle》的奥菲莉·达金（Ophélie Daguin）认为，〈La Quête〉是一首旋律优美的童谣式歌曲，颂扬了纯真这一品质。

## 音乐视频
〈La Quête〉的音乐视频由维克多·海格林（Victor Haegelin）执导。视频完全由橡皮泥制作而成，以呼应开头的歌词“Rien peut m'ramener plus en arrière / Que l'odeur d'la pâte à modeler”。视频描绘了一个小男孩在生活中的疑问和经历。和歌曲一样，视频分为四个部分。在视频中奥雷尔桑从孩童成长为青少年，再长大为成人。
2022年3月3日，音乐视频正式发布。2022年3月29日，音乐视频的制作花絮发布。
《Elle》的奥菲莉·达金认为，音乐视频让人回想起了类似于《超级无敌掌门狗》或《小鸡快跑》这样的2000年代的橡皮泥动画长片。视频在发布24小时后，在YouTube的观看人次即超过百万。在发布一个月后，视频已获得超过500万人次观看。

## 现场表演
奥雷尔桑在2022年NRJ音乐奖颁奖典礼上现场表演了歌曲。

## 榜单
| 榜单（2022年）                     | 最高 排位 |
| ---------------------------------- | --------- |
| 比利时瓦隆（Ultratop五十强单曲榜） | 6         |
| 法国（法國唱片出版業公會單曲榜）   | 2         |
| 瑞士（瑞士热门音乐榜）             | 20        |

## 销售认证
| 地區                       | 认证 | 认证单位/销量 |
| -------------------------- | ---- | ------------- |
| 法国（法國唱片出版業公會） | 钻石 | 333,333‡      |
| ‡僅含認證的+實際銷量       |      |               |